# Ferrell Nunatak
Ferrell Nunatak är en nunatak i Antarktis. Den ligger i Västantarktis. Argentina, Chile och Storbritannien gör anspråk på området. Toppen på Ferrell Nunatak är 1 602 meter över havet.
Terrängen runt Ferrell Nunatak är huvudsakligen platt. Trakten är obefolkad. Det finns inga samhällen i närheten.